# Stansfield Turner

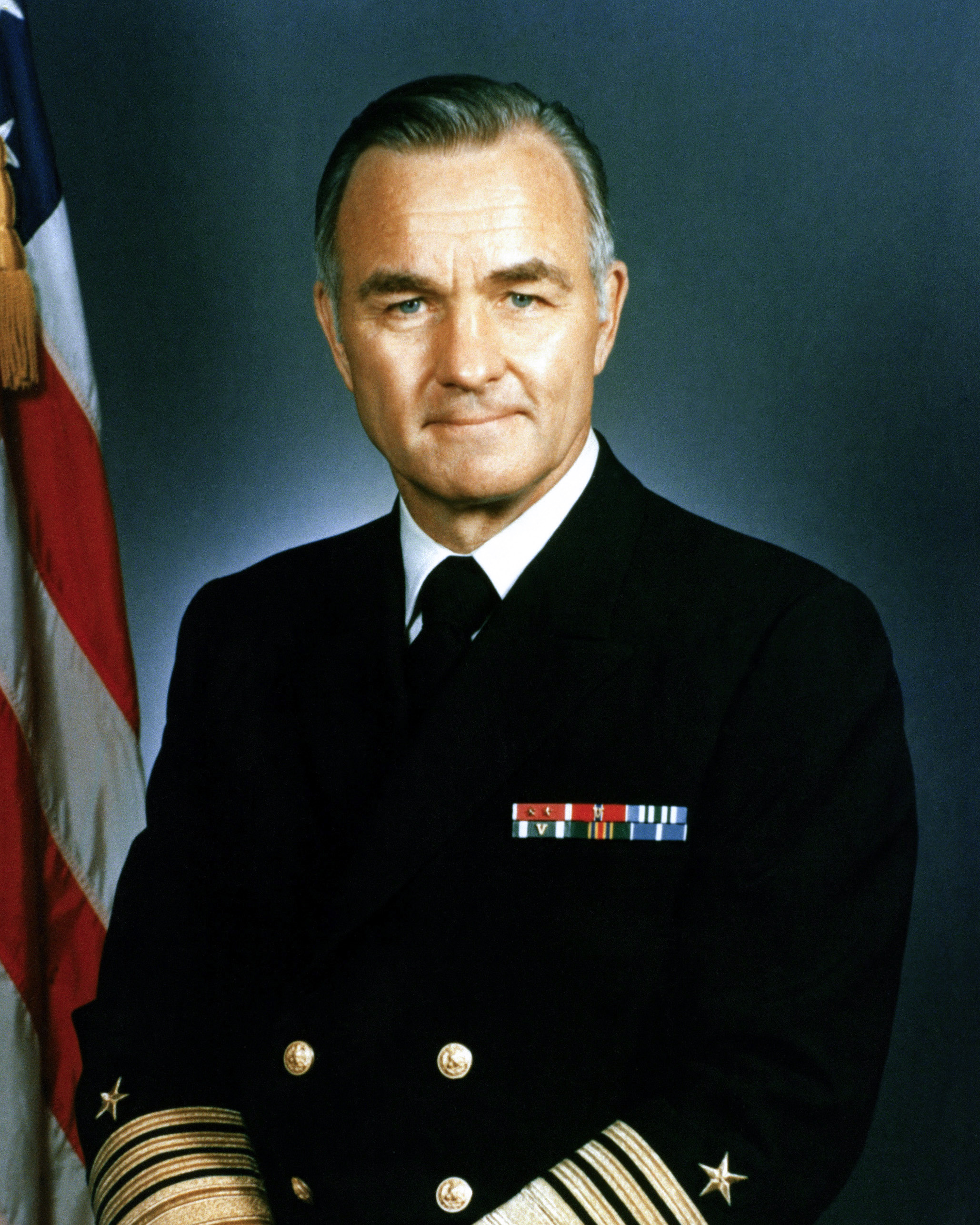
Admiral Stansfield Turner (1983)

Stansfield Turner (* 1. Dezember 1923 in Highland Park, Illinois; † 18. Januar 2018 in Redmond, Washington) war ein US-amerikanischer Admiral und Direktor der Central Intelligence Agency (CIA).

## Leben
Nach dem Besuch der Highland Park High School begann er 1941 ein Studium am Amherst College. Anschließend begann er seinen Militärdienst in der United States Navy und war Absolvent der United States Naval Academy, die er mit einem Bachelor of Science in Elektroingenieurwesen (B.S.Elec.Eng.) abschloss. Danach absolvierte er mit einem Rhodes-Stipendium ein Postgraduiertenstudium an der Oxford University und beendete dieses 1950 mit einem Master of Arts (M.A.).
Im Laufe seines weiteren Militärdienstes war er von 1972 bis 1974 Präsident des Naval War College. Während der Präsidentschaft von US-Präsident Jimmy Carter war er von 1977 bis 1981 Direktor der Central Intelligence Agency (CIA) und zugleich Director of Central Intelligence. 
Nach seinem Ausscheiden aus diesem Amt wurde ihm 1981 die National Security Medal verliehen. Im Laufe seiner militärischen Laufbahn wurde er darüber hinaus mit dem Legion of Merit, dem Bronze Star und mehreren anderen Ehrungen ausgezeichnet.
Später ging er in die Privatwirtschaft und war Vorstandsmitglied des Agrar- und Biotechnologie-Unternehmens Monsanto. Darüber hinaus war er 1991 Gastdozent an der University of Maryland sowie Verwalter des Besucherkomitees des dortigen Goucher College und Mitglied des Council on Foreign Relations.

## Publikationen
- Secrecy and Democracy: The CIA in Transition. Boston: Houghton Mifflin, 1985
- Terrorism and Democracy. Boston: Houghton Mifflin, 1991
- Caging the Nuclear Genie: An American Challenge for Global Security. Boulder, Colo.: Westview Press, 1997
  - Erweiterte Edition: Caging the Genies: A Workable Solution for Nuclear, Chemical, and Biological Weapons. Boulder, Colo.: Westview Press, 1999
- Burn Before Reading. New York: Hyperion Books, 2005

## Film
Im Film Argo von Ben Affleck aus dem Jahr 2012 wird er von Philip Baker Hall verkörpert.